# Ampelodesmeae
Ampelodesmeae é uma tribo da subfamília Pooideae, família Poaceae.

## Gêneros
- Ampelodesmos

### Sinonímia
- Ampelodonax  Lojac.

## Espécies
- Ampelodesmos ampelodesmon (Cyr.) M.Kerguelen
- Ampelodesmos bicolor Brand
- Ampelodesmos mauritanicus (Poir.) T. Durand et Schinz